# جانغ مي ران
جانغ مي ران (مواليد 9 أكتوبر 1983) هي رباعة كورية جنوبية فازت بالميدالية الذهبية في أولمبياد 2008 في وزن 75 ك.